# Johann Konrad Gmelin
Johann Konrad Gmelin (auch Johann Conrad Gmelin; * 2. August 1707 in Tübingen; † 19. Juni 1759 ebenda) war ein württembergischer Mediziner und Apotheker; er ist der Stammvater eines Zweiges des bekannten Tübinger Gelehrtengeschlechts der Gmelins.

## Leben
Johann Konrad Gmelin wurde als Sohn von Johann Georg Gmelin in Tübingen geboren. Nachdem er von seinem Vater zum Chemiker und Apotheker ausgebildet worden war, studierte er 1726 an der Universität Regensburg. Anschließend reiste er durch Polen und Ungarn, wo er sich besonders mit Berg- und Salzwerken beschäftigte. Die Rückreise führte ihn durch Leipzig und Dresden, wo er Freundschaften mit anderen Gelehrten knüpfte. Anschließend besuchte er zwei Jahre lang Vorlesungen an der Universität Leiden und kehrte 1730 in die Heimatstadt zurück. Danach übernahm er einen Teil der bekannten Apotheke des Vaters, promovierte zum Doktor und hielt selber Vorlesungen an der Universität Tübingen. Auch als praktischer Arzt machte er sich einen Namen.
Am 6. November 1731 hatte er sich in Tübingen mit Marie Veronika Erhardt verheiratet, gemeinsam hatten sie 15 Söhne und Töchter. Er ist Begründer der älteren Tübinger Linie der Familie Gmelin.